# Donation (godsavsöndring)
Donation var i Sverige termen för sådan ärftlig godsavsöndring av kronans jord, som fungerade som belöning eller betalning för utförda tjänster.